# Liste der Burggrafen von Meißen

Wappen der Burggrafen von Meißen

Die Burggrafschaft Meißen wird erstmals 1068 genannt, als König Heinrich IV. einen Burggrafen auf der Reichsburg Meißen einsetzte. Die Burggrafen von Meißen waren königliche Beamte, um den Machtanspruch des Königs zu dokumentieren. Sie stellten einen Gegenpol zum Markgrafen und dem Bischof auf dem Vorgängerbau der Albrechtsburg zu Meißen dar. Zur Herrschaft des Burggrafen zählten etliche Dörfer in der Umgebung. Das Vogtland zählte auch später nicht zur Burggrafschaft. Beide hatten nur einen gemeinsamen Herren. Die Burggrafen stammten aus dem Geschlecht der Meinheringer und ab 1426 aus dem Hause Plauen.
Die Burggrafschaft Meißen ist nicht mit dem Bistum Meißen und der Markgrafschaft Meißen zu verwechseln.

## Liste (unvollständig)
| nachweisbare Burggrafen                        | von         | bis       | Lebensdaten             | Anmerkungen |
| ---------------------------------------------- | ----------- | --------- | ----------------------- | --- |
| Friedrich I. von Wettin                        | 1009        | 1015      | † 1017                  | Friedrich war Graf von Eilenburg und wurde nur sehr kurzfristig und nur in Notfällen in den Jahren 1009 sowie 1015 (22. Oktober bis 19. November) als Burggraf von Meißen berufen |
| Burchard                                       |             | 1076      | † 1076                  | ermordet |
| Burchard II.                                   | 1114        | 1117      |                         | |
| Heinrich Haupt (Caput)                         | 1116        |           |                         | von Heinrich V. gegen Wiprecht von Groitzsch, Ludwig von Thüringen und Burchard II. ausgetauscht. |
| Hoyer                                          |             |           |                         | urkundlich 1180 |
| Burggrafen aus dem Geschlecht der Meinheringer | von         | bis       | Lebensdaten             | Anmerkungen |
| Hermann Sterker von Wohlsbach                  | 1170        | 1180      | * um 1143; † um 1171    | und gleichnamiger Neffe Hermann, Graf von Wolfsbach und Schaumberg (* vor 1152; † nach 1177) |
| Meinher I. von Werben                          | 1199        |           | * vor 1171; † 1217/1218 | |
| Meinher II.                                    | 1214        |           | * 1203; † nach 1250     | zeitweise mit seinem Bruder Hermann II. (I.) |
| Meinher (III.)                                 | 1243        |           | † nach 1297             | Sohn von Meinher II. |
| Hermann III.                                   |             |           | * vor 1308; † vor 1351  | Enkel von Meinher (III.) |
| Meinher IV. (V.)                               |             |           | * vor 1308; † 1352/1355 | Enkel von Meinher (III.) |
| Hermann IV.                                    |             |           | † nach 1349             | Sohn von Hermann III. |
| Meinher V. (VI.)                               |             |           | * vor 1308; † 1388      | Stifter der Hartensteiner Linie |
| Berthold I.                                    | 1388        | 1398      | † 1398                  | Stifter der Frauensteiner Linie |
| Meinher VI.                                    | 1398        | nach 1401 | * vor 1381; † nach 1403 | Sohn von Berthold I. |
| Heinrich I. von Hartenstein                    | 1388        | 1423      | * vor 1381; † 1423      | Sohn von Meinher V. (VI.) |
| Heinrich II.                                   | 1423        | 1426      | †† ⚔ 1426               | letzter Meinheringer, Sohn von Heinrich I. |
| Burggrafen aus dem Geschlecht der Plauener     | von         | bis       | Lebensdaten             | Anmerkungen |
| Heinrich I. von Plauen                         | 1426 (1439) | 1446      | * 1387; † 1446          | ursprünglich Heinrich X. von Plauen |
| Heinrich II. von Plauen                        | 1446/1447   | 1482      | * 1417; † 1482/1484     | 1466 endete mit der Vertreibung Heinrichs II. die Herrschaft der Plauener über die Ämter Plauen und Voigtsberg, die der sächsische Kurfürst Ernst als böhmisches Lehen erhielt. |
| Heinrich III. von Plauen                       | 1482        | 1519      | * 1453; † 1519          | Heinrich III. leistete 1482 endgültig Verzicht auf seine Ansprüche zu Gunsten der Wettiner, erhielt aber weiterhin das Recht für sich und seine Nachkommen, den Titel eines Burggrafen von Meißen zu führen, was eine Stimme auf dem Reichstag bedeutete. Dies wurde ihm durch Kaiser Friedrich III. 1490 urkundlich bestätigt. |
| Heinrich IV. von Plauen                        | 1519        | 1554      | * 1510; † 1554          | |
| Heinrich V. von Plauen                         | 1554        | 1568      | * 1533; † 1568          | |
| Heinrich VI. von Plauen                        | 1554        | 1572      | * 1536; † 1572          | |

Mit dem Aussterben der älteren Linie der Vögte von Plauen im Jahr 1572 endete das Geschlecht der Burggrafen von Meißen. Nachdem die Plauener nie als Burggrafen regiert haben, ging jetzt auch der Titel an die Kurfürsten von Sachsen über.

## Wappen
Das Wappen der Burggrafen zeigt auf Gold ein schwarzes Andreaskreuz. Auf dem Helm ein goldenes viereckiges Schirmbrett, darauf das Kreuz, das an den Ecken mit 5 Pfauenwedeln besteckt ist. Die Decken sind Gold und Schwarz. Dieses Wappen führten auch die Burggrafen von Merseburg, Naumburg (Saale), der Neuenburg bei Freyburg (Unstrut) und Osterfeld.